# Minakami, Gunma
Minakami (みなかみ町 Minakami-machi) là thị trấn thuộc huyện Tone, tỉnh Gunma. Tính đến ngày 1 tháng 10 năm 2023, dân số ước tính thị trấn là 17.195 người và mật độ dân số là 22 người/km2. Tổng diện tích thị trấn là 781,08 km2.

## Địa lý

### Khí hậu
Thị trấn Minakami có khí hậu lục địa ẩm (phân loại khí hậu Köppen: Dfa) với mùa hạ ấm áp và mùa đông lạnh. Nhiệt độ trung bình là 6,8 °C. Lượng mưa trung bình là 1.864 mm. Nhiệt độ trung bình cao nhất vào tháng 8 với nhiệt độ là 18,6 °C và thấp nhất vào tháng 1 với nhiệt độ -5,2 °C.
| Dữ liệu khí hậu của Minakami             | Dữ liệu khí hậu của Minakami | Dữ liệu khí hậu của Minakami | Dữ liệu khí hậu của Minakami | Dữ liệu khí hậu của Minakami | Dữ liệu khí hậu của Minakami | Dữ liệu khí hậu của Minakami | Dữ liệu khí hậu của Minakami | Dữ liệu khí hậu của Minakami | Dữ liệu khí hậu của Minakami | Dữ liệu khí hậu của Minakami | Dữ liệu khí hậu của Minakami | Dữ liệu khí hậu của Minakami | Dữ liệu khí hậu của Minakami |
| Tháng                                    | 1                            | 2                            | 3                            | 4                            | 5                            | 6                            | 7                            | 8                            | 9                            | 10                           | 11                           | 12                           | Năm                          |
| ---------------------------------------- | ---------------------------- | ---------------------------- | ---------------------------- | ---------------------------- | ---------------------------- | ---------------------------- | ---------------------------- | ---------------------------- | ---------------------------- | ---------------------------- | ---------------------------- | ---------------------------- | ---------------------------- |
| Cao kỉ lục °C (°F)                       | 12.6 (54.7)                  | 17.8 (64.0)                  | 23.6 (74.5)                  | 28.0 (82.4)                  | 31.8 (89.2)                  | 33.4 (92.1)                  | 34.5 (94.1)                  | 35.8 (96.4)                  | 33.1 (91.6)                  | 28.0 (82.4)                  | 23.8 (74.8)                  | 20.9 (69.6)                  | 35.8 (96.4)                  |
| Trung bình ngày tối đa °C (°F)           | 2.6 (36.7)                   | 3.5 (38.3)                   | 7.4 (45.3)                   | 14.4 (57.9)                  | 20.2 (68.4)                  | 23.3 (73.9)                  | 27.0 (80.6)                  | 28.2 (82.8)                  | 23.6 (74.5)                  | 17.8 (64.0)                  | 12.1 (53.8)                  | 5.8 (42.4)                   | 15.5 (59.9)                  |
| Trung bình ngày °C (°F)                  | −1.2 (29.8)                  | −0.8 (30.6)                  | 2.3 (36.1)                   | 8.2 (46.8)                   | 14.0 (57.2)                  | 18.0 (64.4)                  | 21.8 (71.2)                  | 22.7 (72.9)                  | 18.8 (65.8)                  | 12.7 (54.9)                  | 6.7 (44.1)                   | 1.4 (34.5)                   | 10.4 (50.7)                  |
| Tối thiểu trung bình ngày °C (°F)        | −4.4 (24.1)                  | −4.3 (24.3)                  | −1.6 (29.1)                  | 3.1 (37.6)                   | 8.5 (47.3)                   | 13.6 (56.5)                  | 18.0 (64.4)                  | 19.0 (66.2)                  | 15.3 (59.5)                  | 9.1 (48.4)                   | 2.8 (37.0)                   | −1.7 (28.9)                  | 6.4 (43.5)                   |
| Thấp kỉ lục °C (°F)                      | −12.2 (10.0)                 | −14.1 (6.6)                  | −13.1 (8.4)                  | −6.8 (19.8)                  | −0.5 (31.1)                  | 5.2 (41.4)                   | 10.8 (51.4)                  | 10.7 (51.3)                  | 4.6 (40.3)                   | −1.0 (30.2)                  | −7.1 (19.2)                  | −11.1 (12.0)                 | −14.1 (6.6)                  |
| Lượng Giáng thủy trung bình mm (inches)  | 154.9 (6.10)                 | 125.9 (4.96)                 | 114.0 (4.49)                 | 99.7 (3.93)                  | 114.5 (4.51)                 | 152.0 (5.98)                 | 215.8 (8.50)                 | 210.6 (8.29)                 | 199.9 (7.87)                 | 140.5 (5.53)                 | 90.9 (3.58)                  | 144.9 (5.70)                 | 1.754,8 (69.09)              |
| Lượng tuyết rơi trung bình cm (inches)   | 296 (117)                    | 241 (95)                     | 145 (57)                     | 30 (12)                      | 0 (0)                        | 0 (0)                        | 0 (0)                        | 0 (0)                        | 0 (0)                        | 0 (0)                        | 11 (4.3)                     | 187 (74)                     | 906 (357)                    |
| Số ngày giáng thủy trung bình (≥ 1.0 mm) | 18.7                         | 15.2                         | 15.0                         | 11.8                         | 12.0                         | 14.5                         | 16.1                         | 15.4                         | 14.0                         | 12.3                         | 12.0                         | 16.1                         | 173.3                        |
| Số ngày tuyết rơi trung bình (≥ 3 cm)    | 19.2                         | 16.3                         | 14.4                         | 3.8                          | 0.1                          | 0                            | 0                            | 0                            | 0                            | 0                            | 1.3                          | 10.9                         | 65.9                         |
| Số giờ nắng trung bình tháng             | 81.1                         | 96.7                         | 134.9                        | 167.3                        | 192.1                        | 145.1                        | 144.6                        | 165.1                        | 126.5                        | 127.4                        | 115.7                        | 103.6                        | 1.600,2                      |
| Nguồn 1: Cục Khí tượng Nhật Bản          |                              |                              |                              |                              |                              |                              |                              |                              |                              |                              |                              |                              |                              |
| Nguồn 2: Cục Khí tượng Nhật Bản          |                              |                              |                              |                              |                              |                              |                              |                              |                              |                              |                              |                              |                              |

| Dữ liệu khí hậu của Fujiwara, Minakami   | Dữ liệu khí hậu của Fujiwara, Minakami | Dữ liệu khí hậu của Fujiwara, Minakami | Dữ liệu khí hậu của Fujiwara, Minakami | Dữ liệu khí hậu của Fujiwara, Minakami | Dữ liệu khí hậu của Fujiwara, Minakami | Dữ liệu khí hậu của Fujiwara, Minakami | Dữ liệu khí hậu của Fujiwara, Minakami | Dữ liệu khí hậu của Fujiwara, Minakami | Dữ liệu khí hậu của Fujiwara, Minakami | Dữ liệu khí hậu của Fujiwara, Minakami | Dữ liệu khí hậu của Fujiwara, Minakami | Dữ liệu khí hậu của Fujiwara, Minakami | Dữ liệu khí hậu của Fujiwara, Minakami |
| Tháng                                    | 1                                      | 2                                      | 3                                      | 4                                      | 5                                      | 6                                      | 7                                      | 8                                      | 9                                      | 10                                     | 11                                     | 12                                     | Năm                                    |
| ---------------------------------------- | -------------------------------------- | -------------------------------------- | -------------------------------------- | -------------------------------------- | -------------------------------------- | -------------------------------------- | -------------------------------------- | -------------------------------------- | -------------------------------------- | -------------------------------------- | -------------------------------------- | -------------------------------------- | -------------------------------------- |
| Cao kỉ lục °C (°F)                       | 11.7 (53.1)                            | 15.8 (60.4)                            | 19.0 (66.2)                            | 27.6 (81.7)                            | 31.4 (88.5)                            | 32.6 (90.7)                            | 33.9 (93.0)                            | 35.0 (95.0)                            | 32.0 (89.6)                            | 27.8 (82.0)                            | 24.4 (75.9)                            | 21.5 (70.7)                            | 35.0 (95.0)                            |
| Trung bình ngày tối đa °C (°F)           | 1.4 (34.5)                             | 2.3 (36.1)                             | 6.0 (42.8)                             | 12.8 (55.0)                            | 19.6 (67.3)                            | 22.8 (73.0)                            | 26.2 (79.2)                            | 27.3 (81.1)                            | 22.9 (73.2)                            | 17.1 (62.8)                            | 11.2 (52.2)                            | 4.6 (40.3)                             | 14.5 (58.1)                            |
| Trung bình ngày °C (°F)                  | −2.5 (27.5)                            | −2.2 (28.0)                            | 0.9 (33.6)                             | 6.3 (43.3)                             | 12.7 (54.9)                            | 17.0 (62.6)                            | 20.8 (69.4)                            | 21.6 (70.9)                            | 17.7 (63.9)                            | 11.6 (52.9)                            | 5.5 (41.9)                             | 0.2 (32.4)                             | 9.1 (48.4)                             |
| Tối thiểu trung bình ngày °C (°F)        | −6.2 (20.8)                            | −6.3 (20.7)                            | −3.3 (26.1)                            | 1.2 (34.2)                             | 6.8 (44.2)                             | 12.4 (54.3)                            | 17.0 (62.6)                            | 17.8 (64.0)                            | 14.0 (57.2)                            | 7.5 (45.5)                             | 1.2 (34.2)                             | −3.3 (26.1)                            | 4.9 (40.8)                             |
| Thấp kỉ lục °C (°F)                      | −15.4 (4.3)                            | −16.6 (2.1)                            | −16.7 (1.9)                            | −9.5 (14.9)                            | −2.3 (27.9)                            | 3.1 (37.6)                             | 8.7 (47.7)                             | 9.2 (48.6)                             | 3.1 (37.6)                             | −4.0 (24.8)                            | −10.2 (13.6)                           | −14.1 (6.6)                            | −16.7 (1.9)                            |
| Lượng Giáng thủy trung bình mm (inches)  | 219.4 (8.64)                           | 163.2 (6.43)                           | 124.1 (4.89)                           | 89.6 (3.53)                            | 105.2 (4.14)                           | 130.3 (5.13)                           | 191.3 (7.53)                           | 185.0 (7.28)                           | 176.3 (6.94)                           | 136.4 (5.37)                           | 104.6 (4.12)                           | 189.8 (7.47)                           | 1.816,2 (71.50)                        |
| Lượng tuyết rơi trung bình cm (inches)   | 348 (137)                              | 272 (107)                              | 183 (72)                               | 69 (27)                                | 2 (0.8)                                | 0 (0)                                  | 0 (0)                                  | 0 (0)                                  | 0 (0)                                  | 0 (0)                                  | 29 (11)                                | 258 (102)                              | 1.152 (454)                            |
| Số ngày giáng thủy trung bình (≥ 1.0 mm) | 21.1                                   | 17.9                                   | 16.8                                   | 13.1                                   | 12.3                                   | 14.0                                   | 15.8                                   | 14.5                                   | 14.1                                   | 12.6                                   | 13.8                                   | 18.2                                   | 184.2                                  |
| Số ngày tuyết rơi trung bình             | 22.0                                   | 18.4                                   | 18.5                                   | 9.5                                    | 0.4                                    | 0                                      | 0                                      | 0                                      | 0                                      | 0                                      | 2.5                                    | 15.0                                   | 86.3                                   |
| Số giờ nắng trung bình tháng             | 59.7                                   | 74.8                                   | 113.4                                  | 145.1                                  | 194.3                                  | 150.7                                  | 152.5                                  | 182.5                                  | 125.8                                  | 119.5                                  | 104.6                                  | 78.5                                   | 1.509,6                                |
| Nguồn: JMA                               |                                        |                                        |                                        |                                        |                                        |                                        |                                        |                                        |                                        |                                        |                                        |                                        |                                        |

## Nhân khẩu

### Dân số
Theo dữ liệu điều tra dân số Nhật Bản, dân số thị trấn Minakami giảm dần kể từ năm 1970.